# 亚尔米
亚尔米，是匈牙利索博尔奇-索特马尔-贝拉格州所辖的一个村。总面积12.37平方公里，总人口1282，人口密度103.6人/平方公里（2011年1月1日）。